# 锡瓦特

锡瓦特（西班牙語：Sibaté，西班牙語發音：[siβaˈte]）是哥倫比亞昆迪納馬卡省的城鎮，位於該國中部，距離首都波哥大29公里，始建於1868年，面積125.6平方公里，海拔高度2,600米，2005年人口31,166。
04°29′N 74°16′W / 4.483°N 74.267°W